# Droga krajowa nr 130 (Kostaryka)
Droga krajowa nr 130 (hiszp. Ruta Nacional Secundaria 130/Ruta 130) – jedna z dróg krajowych w Kostaryce. Znajduje się ona w prowincji Alajuela.

## Opis
W prowincji Heredia droga krajowa nr 130 przebiega przez kanton Alajuela (przez dystrykty Alajuela, San Isidro i Sabanilla) oraz kanton Poás (przez dystrykt San Pedro de Poás).